# ヘレン・ケレシ
ヘレン・ケレシ（Helen Kelesi, 1969年11月15日 - ）は、カナダ・ブリティッシュコロンビア州ビクトリア出身の元女子プロテニス選手。1988年・1989年の2年連続で全仏オープンのベスト8に入り、シングルス最高ランキング「13位」まで到達した選手である。キャリアを通じて、全仏オープンをはじめとするクレーコート（赤土）を最も得意にした。コート上での並外れた気性の激しさから“Hurricane Helen”（ハリケーン・ヘレン）というニックネームで呼ばれた。WTAツアーでシングルス2勝、ダブルス2勝を挙げたが、準優勝が7度あった。

## 来歴
ケレシの両親はチェコ人で、ヘレンが生まれる1年前にチェコスロバキアを離れてカナダに移住した。ケレシは1985年にプロ入りし、同年の全仏オープンで4大大会にデビューした。1986年10月の「ジャパン・オープン」で、ケレシは決勝でベッティーナ・フルコ（アルゼンチン）を 6-2, 6-2 で破り、日本の地でプロツアー初優勝を果たす。1987年の全仏オープンで、ケレシは2回戦で第11シードのカタリナ・リンドクイスト（スウェーデン）を破り、第2シードのシュテフィ・グラフとの4回戦まで進出した。
それから、ケレシは全仏オープンで1988年・1989年の2年連続ベスト8進出を達成する。1988年にはオリンピックのカナダ代表選手としてソウル五輪に出場し、女子テニス国別対抗戦・フェデレーションカップでカナダ・チームを最高成績のワールドグループ準決勝に導いた。1988年と1989年の2年連続で、ケレシは世界ランキング上位16名のみに参加資格が与えられる女子ツアー年間最終戦「バージニアスリムズ選手権」にも出場した。1989年11月20日付で、ヘレン・ケレシはシングルス自己最高ランキング「13位」に入った。
その後のケレシは、あまり得意ではないウィンブルドンで1993年に3回戦進出がある。ウィンブルドンは1986年の2回戦進出以外は、すべて初戦敗退に終わっていた苦手な大会だった。初めての3回戦では、第1シードのシュテフィ・グラフから1ゲームも奪えずに 0-6, 0-6 で完敗している。しかし、1994年全米オープンで1回戦途中棄権に終わった後、ケレシに脳腫瘍が見つかり、彼女は25歳の若さで第一線からの撤退を余儀なくされた。度重なる手術を乗り越えて病から回復した後、1997年と1998年に断続的なトーナメント出場を果たした。